# Yağızoymak, Güçlükonak
Yağızoymak là một xã thuộc huyện Güçlükonak, tỉnh Şırnak, Thổ Nhĩ Kỳ. Dân số thời điểm năm 2011 là 839 người.